# Nepentes

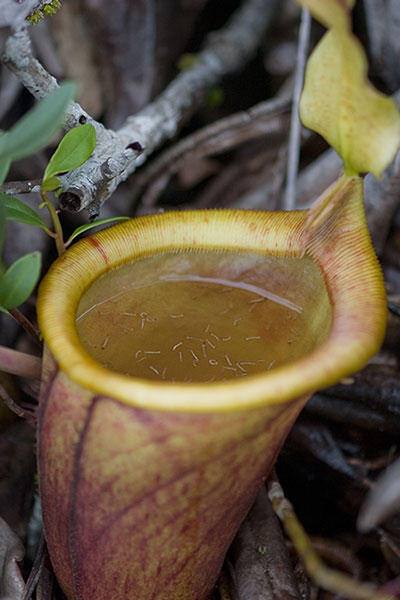
Flor de la Nepenthes attenboroughii plena d'aigua amb larves de mosquit dins del calze

Nepenthes és un gènere de plantes amb flor de l'ordre de les cariofil·lals. La família Nepenthaceae té un sol gènere: Nepenthes.

## Particularitats
El gènere Nepenthes inclou plantes tropicals del subcontinent indi, Madagascar, Àsia del sud-est i Insulíndia.
Són plantes carnívores caracteritzades per una trampa en forma de recipient on s'acumula un líquid viscoelàstic, sovint barrejat amb aigua de pluja, que atrapa les preses per ofegament. Aquest recipient sovint acull una fauna específica que s'alimenta dels animals atrapats.Recentment, s'ha descobert que l'espècie N. ampullaria manté una relació simbiòtica amb les larves de X. beaveri. Aquestes últimes aprofiten la cavitat de la planta per a teixir-hi la seva xarxa i poder alimentar-se de les preses que hi entren, mentre que la planta obté nutrients a partir dels excrements de les larves.
Són lianes, o menys freqüentment arbustos, perennes i de fulla perenne.
Algunes espècies són conreades com a ornamentals.

## Etimologia
El nom Nepenthes, de l'antic grec "sense penes", prové d'un mític néctar de la mitologia grega que feia oblidar totes les penes.
Popularment també es coneixen amb el nom de plantes gerra, que és una traducció del nom anglès pitcher plant.

## Taxonomia
- Nepenthes adnata
- Nepenthes adrianii
- Nepenthes alata
- Nepenthes albomarginata
- Nepenthes ampullaria
- Nepenthes anamensis
- Nepenthes angasanensis
- Nepenthes argentii
- Nepenthes aristolochioides
- Nepenthes attenboroughii
- Nepenthes beccariana
- Nepenthes bellii
- Nepenthes benstonei
- Nepenthes bicalcarata
- Nepenthes bongso
- Nepenthes boschiana
- Nepenthes burbidgeae
- Nepenthes burkei
- Nepenthes campanulata
- Nepenthes carunculata
- Nepenthes clipeata
- Nepenthes danseri
- Nepenthes deaniana
- Nepenthes densiflora
- Nepenthes diatas
- Nepenthes distillatoria
- Nepenthes dubia
- Nepenthes edwardsiana
- Nepenthes ephippiata
- Nepenthes eustachya
- Nepenthes eymae
- Nepenthes faizaliana
- Nepenthes fusca
- Nepenthes glabrata
- Nepenthes glandulifera
- Nepenthes globosa
- Nepenthes gracilis
- Nepenthes gracillima
- Nepenthes gymnamphora
- Nepenthes hamata
- Nepenthes hirsuta
- Nepenthes hispida
- Nepenthes hurrelliana
- Nepenthes inermis
- Nepenthes insignis
- Nepenthes izumiae
- Nepenthes jacquelineae
- Nepenthes junghuhnii
- Nepenthes khasiana
- Nepenthes klossii
- Nepenthes lamii
- Nepenthes lavicola
- Nepenthes longifolia
- Nepenthes lowii
- Nepenthes macfarlanei
- Nepenthes macrophylla
- Nepenthes macrovulgaris
- Nepenthes madagascariensis
- Nepenthes mapuluensis
- Nepenthes masoalensis
- Nepenthes maxima
- Nepenthes merrilliana
- Nepenthes mikei
- Nepenthes mindanaoensis
- Nepenthes mira
- Nepenthes miranda
- Nepenthes mirabilis
- Nepenthes mollis
- Nepenthes muluensis
- Nepenthes murudensis
- Nepenthes neoguineensis
- Nepenthes northiana
- Nepenthes ovata
- Nepenthes paniculata
- Nepenthes papuana
- Nepenthes pervillei
- Nepenthes petiolata
- Nepenthes pectinata
- Nepenthes philippinensis
- Nepenthes pilosa
- Nepenthes platychila
- Nepenthes ramispina
- Nepenthes rafflesiana
- Nepenthes rajah
- Nepenthes reinwardtiana
- Nepenthes rhombicaulis
- Nepenthes rigidifolia (syn. N. aptera)
- Nepenthes rowanae
- Nepenthes sanguinea
- Nepenthes saranganiensis
- Nepenthes sibuyanensis
- Nepenthes singalana
- Nepenthes smilesii
- Nepenthes spathulata
- Nepenthes spectabilis
- Nepenthes stenophylla
- Nepenthes sumatrana
- Nepenthes talangensis
- Nepenthes tentaculata
- Nepenthes tenuis
- Nepenthes thorelii
- Nepenthes tobaica
- Nepenthes tomoriana
- Nepenthes treubiana
- Nepenthes truncata
- Nepenthes veitchii
- Nepenthes ventrata
- Nepenthes ventricosa
- Nepenthes vieillardii
- Nepenthes villosa
- Nepenthes vogelii
- Nepenthes xiphioides